# Heinz Wodzicka
Heinz Wodzicka (* 19. November 1930 in Breslau; † 31. Juli 2022 in Rostock) war ein deutscher Maler und Grafiker.

## Leben
Heinz Wodzicka war der Sohn eines Sattlers und einer Köchin. Nach dem Zweiten Weltkrieg kam die Familie aus Schlesien nach Mecklenburg. Wodzicka machte von 1946 bis 1949 in Parchim eine Lehre als Fernmeldemechaniker. Von 1950 bis 1953 studierte er an der Fachschule für angewandte Kunst in Wismar bei Werner Laux und Heinz Dubois und nachfolgend bis 1958 an der Kunsthochschule Berlin-Weißensee. Dort waren seine Lehrer Toni Mau, Arno Mohr, Kurt Robbel, Bert Heller, Oskar Nerlinger und Gabriele Mucchi.
Wodzicka gehörte neben Rudolf Austen, Waldemar Krämer, Karlheinz Kuhn, Armin Münch und weiteren zu den bildenden Künstlern, die in den 1950er Jahren von der Stadt Rostock angeworben wurden, um in der aufstrebenden Stadt eine Kunst- und Kulturszene zu etablieren. Seit 1958 war er freischaffend als Maler und Grafiker in Rostock tätig und Mitglied im Verband Bildender Künstler der DDR. Bereits ab 1959 und bis 1993 war er zudem Lehrer und Dozent für das Grundlagenstudium an der Fachschule für angewandte Kunst in Heiligendamm. Von 1993 bis 1996 hatte er eine Professur an der Hochschule Wismar, Fachbereich Heiligendamm (Design/Innenarchitektur) und von 1996 bis 1998 einen Lehrauftrag an derselben Schule. Er war Mitglied des Künstlerbundes Mecklenburg und Vorpommern e. V. im Bundesverband Bildender Künstlerinnen und Künstler (BBK). Studienreisen führten ihn u. a. nach Rumänien, Nordkorea, Polen, Frankreich, Griechenland und Italien.

„Sein Schaffen war bis in die 1990er Jahre von einer am Realismus orientierten Kunst gesellschaftlicher Gebundenheit bestimmt. Er malte Figuren- und Themenbilder, Porträts und Stillleben, Stadt- und Naturlandschaften und schuf baugebundene Werke wie das Wandbild für die Große Stadtschule.“

„Heinz Wodzickas künstlerische Fertigkeit bestand unter anderem darin, dass er sich stets neuen Fragen der Kunst stellte. In den letzten Jahren wiesen seine Bilder eine intensive Auseinandersetzung mit Abstraktion und Farbigkeit auf.“

Seit den 1990er Jahren stand seine Spätwerk unter dem Bekenntnis: „Gegenständlich malen kann ich nun nicht mehr!“. Er befasste sich zunehmend mit der Farbfeldmalerei, einer in den 1950er Jahren in Amerika aus dem Abstrakten Expressionismus entwickelten Kunstrichtung, zu deren bedeutendsten Vertretern Mark Rothko zählt.

## Werke (Auswahl)
- Genesender Knabe. 1965, Öl auf Leinwand, 80 × 60 cm, Kunsthalle Rostock (ausgestellt auf der VI. Deutschen Kunstausstellung, Dresden 1967)[3]
- Bildnis Christine. 1966, Öl auf Leinwand, 100 × 70 cm[3]
- Studenten beim Ernteeinsatz (Fahrt zur Ernte). 1968, Öl auf Leinwand, 100 × 70 cm[4]
- Göhren auf Rügen. 1970, Öl auf Leinwand, 70 × 80 cm[5][3]
- Kranfahrerin. 1971, Öl auf Leinwand, 120,5 × 80 cm (ausgestellt auf der VII. Kunstausstellung der DDR)[3]
- Dagowsee. 1987, Öl auf Leinwand, 54 × 65 cm[5]

Baugebunden
- Rostock, Große Stadtschule: Wandbild zur Stadtgeschichte Rostocks
- Ribnitz-Damgarten, Bernstein-Schule: Wandgestaltung von Heinz Wodzicka und Rudolf Austen o. T. „Kosmonauten“.[6] (1972, damals die „Juri-Gagarin-Oberschule“)

## Ausstellungen (unvollständig)
- ab 1959: Rostock, alle Bezirkskunstausstellungen[7]
- 1966: Rostock, Kulturhistorisches Museum
- 1967: Dresden, Albertinum, VI. Deutsche Kunstausstellung
- 1972: Dresden, Albertinum, VII. Kunstausstellung der DDR
- 1979: Rostock, Kunsthalle (Malerei und Grafik)
- 1990: Rostock, Kunsthalle (Malerei und Zeichnungen; Ausstellung zum 60. Geburtstag)
- 2010: Rostock, Galerie artFuhrmann[8]
- 2015: Rostock, Galerie Auriga (Farbe und Raum)[9]